# Arachniodes sledgei
Arachniodes sledgei là một loài dương xỉ trong họ Dryopteridaceae. Loài này được Fraser-Jenk. mô tả khoa học đầu tiên năm 2008.